# Villu Reiljan

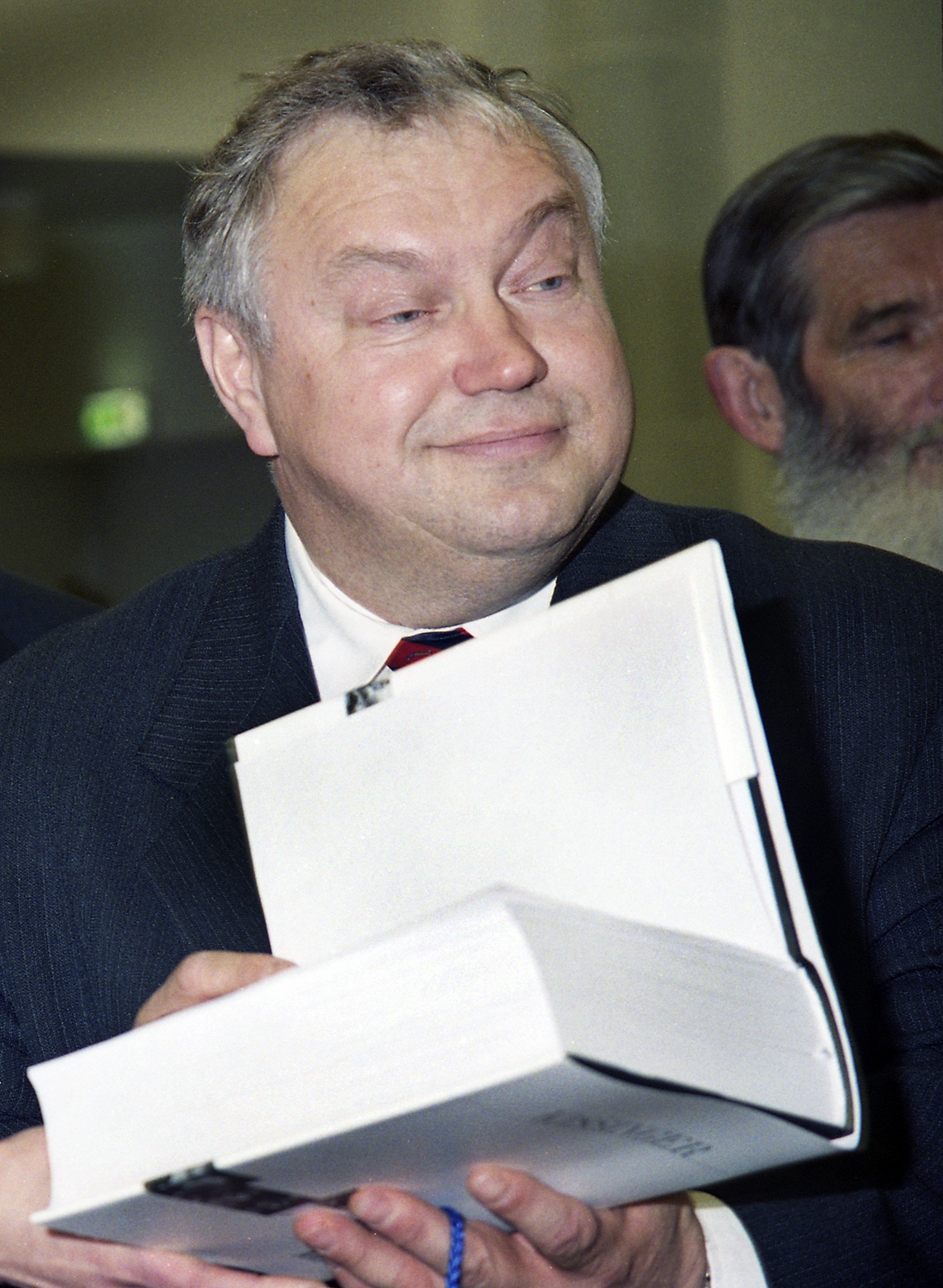
Villu Reiljan, 2001

Villu Reiljan (* 23. Mai 1953 in Võru) ist ein estnischer Politiker. Er war von 2000 bis 2007 Vorsitzender der Estnischen Volksunion (Eestimaa Rahvaliit).

## Frühe Jahre
Nach dem Abitur 1970 studierte Reiljan bis 1975 Forstwirtschaft an der Estnischen Landwirtschaftsakademie in Võru. Er war danach als stellvertretender Direktor einer forstwirtschaftlichen  Sowchos-Schule in Palamuse tätig. Die Forstschule wurde später mit der Lehranstalt von Kaarepere (deutsch: Kersel) vereinigt, an der Reiljan mehrere Posten innehatte, zuletzt als deren Direktor. 1991 wurde Villu Reiljan Leiter der Höheren Forstwirtschaftsschule von Luua (Gemeinde Palamuse). Danach ging er in die Politik.

## Politiker
Von 1995 bis 1999 war Villu Reiljan estnischer Umweltminister in den Regierungen von Tiit Vähi und Mart Siimann. Von 1999 bis 2003 gehörte er dem estnischen Parlament (Riigikogu) an, in dem er bis 2001 Fraktionsvorsitzender der ländlich-agrarischen Estnischen Volksunion war. Im Jahr 2000 wurde er als Nachfolger von Arnold Rüütel Vorsitzender der Partei. Vom März 2003 bis Oktober 2006 war Reiljan erneut Umweltminister in den Kabinetten von Juhan Parts und Andrus Ansip. Vor dem estnischen Referendum über einen EU-Beitritt im September 2003 machte er sich besonders für eine Mitgliedschaft Estlands in der Europäischen Union stark.
Nach den Niederlagen der Volksunion bei der Wahl zum estnischen Staatspräsidenten 2006 und bei den Parlamentswahlen 2007 trat Villu Reiljan als Parteivorsitzender zurück. Sein Nachfolger wurde im April 2007 Jaanus Marrandi.

## Privatleben
Villu Reiljan ist verheiratet und hat zwei erwachsene Töchter.